# Солярис (фильм, 1968)
«Солярис» — советский телеспектакль в двух сериях по мотивам одноимённого романа Станислава Лема. Премьера состоялась 9 октября 1968 года по Первой программе ЦТ. Станислав Лем не знал о существовании этой экранизации.
Производство: Главная редакция литературно-драматических программ Центрального телевидения, 1968 год.

## Сюжет
На исследовательскую станцию, расположенную на планете Солярис, прибывает учёный Крис Кельвин. На станции Кельвин встречает доктора Снаута, который выглядит чрезвычайно напуганным его появлением. Поняв, кто перед ним, Снаут немного успокаивается и сообщает, что начальник станции Гибарян недавно покончил с собой, а ещё один работник станции — Сарториус — забаррикадировался в лаборатории, и советует Кельвину не терять головы и быть готовым ко всему. Поговорив с Сарториусом у дверей лаборатории, Кельвин понимает, что внутри есть ещё кто-то. В каюте к Кельвину приходит девушка, в которой он узнаёт свою жену Хари, десять лет назад совершившую самоубийство после ссоры с ним. Девушка выглядит, осознаёт и ведёт себя как Хари, которая никогда не умирала, но при этом не понимает, каким образом она очутилась на станции, и чувствует, что многое забыла. Кельвин не верит, что появившееся существо и есть настоящая Хари, и отправляет её на ракете за пределы станции.
Снаут рассказывает Кельвину, что подобные «гости» посещают каждого сотрудника станции, и предполагает, что они извлечены из сознания людей разумным океаном Соляриса в ответ на рентгеновское воздействие. Эти фантомы — воплощение воспоминаний, которые человек пытается забыть, или мыслей, которых он стыдится. Гибарян покончил с собой, чтобы остальные не обнаружили, что за «гость» его посещал, Сарториус старается быть нормальным (что для него значит быть официальным), а сам Снаут чрезвычайно устал и предлагает просить Землю о помощи. При общем обсуждении ситуации Сарториус фактически соглашается со Снаутом, считая, что станцию нужно временно закрыть, поскольку учёные являются объектом исследования океана, что и опасно, и унизительно. Кельвин не согласен с коллегами, считая, что исследования необходимо продолжить невзирая на опасность: «Отказавшись от познания, мы лишили бы себя права называться учёными». В итоге и Сарториус, и Снаут соглашаются остаться на станции.
В каюте Кельвин встречает новое воплощение Хари, ничего не знающее о предыдущем. Кельвин понимает, что начинает радоваться её присутствию, однако во сне он бормочет об обмане и велит «Хари» уйти. «Хари» слышит это и с плачем просит у Кельвина объяснений, опасаясь, что он её разлюбил, к тому же она понимает, что с ней что-то не так — она не помнит самых простых вещей. Кельвин успокаивает «девушку».
Одновременно учёные пытаются разобраться, кем или чем по сути являются «гости», и Кельвин устанавливает, что основой структуры этих существ выступают нейтрино, стабильность которых обеспечивает океан. К Кельвину приходит проведший тяжёлую ночь Снаут, и тот знакомит его с «Хари». Снаут рассказывает Кельвину о своём проекте антинейтринного поля, позволяющего уничтожать нейтринные системы. Кельвин размышляет о том, что боится потерять «Хари», и решает выиграть время, предложив тщательно проверить расчёты. Снаут догадывается о чувствах Кельвина и говорит Сарториусу, что понимает тяжесть положения Криса: Кельвин винит себя в смерти жены, а теперь должен пойти на уничтожение фантома, принимающего себя за неё. Снаут считает, что попытки что-либо объяснить Кельвину могут привести к трагедии (как в случае с Гибаряном), и предлагает воспользоваться помощью самой «Хари».
«Хари» всё больше мучает непонимание того, как же она появилась на станции. Она находит записанное на магнитофон послание Гибаряна Кельвину (они были друзьями), в котором тот объясняет сущность фантомов, полагая, что перед учёными возникла дилемма — уничтожение собственных мыслей, что невозможно, или уничтожение фантомов, что «слишком похоже на убийство», а также упоминает о смерти Хари. Прослушав послание, «Хари»-фантом совершает самоубийство, но вновь оживает после того, как её тело находит Кельвин. «Хари» говорит Крису, что осознала свою нечеловеческую сущность и что любит он вовсе не её, а настоящую Хари. Тем не менее Кельвин в ответ на это ей сообщает, что теперь любит именно её.
Кельвин сообщает Снауту, что собирается покинуть станцию вместе с «Хари». Снаут отвечает, что в нечеловеческой ситуации Кельвин пытается поступать как человек: «это красиво, но бесполезно». Он предлагает взглянуть на ситуацию глазами учёного, но Кельвин отвергает все доводы, говоря, что любит «Хари». Кельвин соглашается на эксперимент трансляции мыслей человека океану (цель которого — прекращение появления фантомов), однако мысленно просит океан убрать «гостей» Снаута и Сарториуса, но оставить «Хари».
Снаут втайне от Кельвина сообщает «Хари», что бегство на Землю закончится для неё гибелью и что её существование обрекает Кельвина на вечное пребывание на станции, а это рано или поздно убьёт любовь Криса к ней. Обдумав слова Снаута, «Хари» соглашается на своё уничтожение антинейтринным полем. Узнав о случившемся, Кельвин обвиняет коллег в её смерти и надеется, что «Хари» вернётся, однако Снаут сообщает Крису, что после отправки его мысленного сообщения океану «гости» перестали приходить. Снаут и Сарториус собираются остаться на станции, чтобы продолжить работу. Кельвин после размышлений тоже принимает решение остаться — в надежде на новый контакт с океаном.

## В ролях
| Актёр              | Роль         |
| ------------------ | ------------ |
| Василий Лановой    | Крис Кельвин |
| Антонина Пилюс     | Хари         |
| Владимир Этуш      | Снаут        |
| Виктор Зозулин     | Сарториус    |
| Анатолий Кацынский | эпизод       |
| Вячеслав Дугин     | эпизод       |

## Съёмочная группа
- Режиссёры — Лидия Ишимбаева, Борис Ниренбург
- Сценарий — Станислав Лем, Николай Кемарский
- Операторы — Юрий Бугна, Борис Кипарисов, Валерий Ревич
- Художник — А. Грачёв
- Звукорежиссёр — Галина Кольцина
- Музыкальный редактор — Анатолий Клиот
- Монтаж — В. Миненок
- Костюмы — И. Гмыря
- Ассистенты режиссёра — Л. Сошникова, Е. Шмальц
- Ассистент оператора — В. Нефёдов
- Консультант — кандидат технических наук Ю. С. Илюшин
- Редактор — Г. Энгеева

## Отзывы и оценки
Отмечают, что из трёх существующих экранизаций телеспектакль наиболее точно следует тексту романа. При этом критик Николай Жегин, высоко оценивший телеспектакль, посчитал, что акценты в нём по сравнению с книгой смещены на решение моральных вопросов. «Так или иначе, но, размывая интерес к отдалённым космическим горизонтам, авторы телепостановки приближают к нам область земную, сферу человеческих контактов, сомнений и страстей. <…> На далёкой межпланетной станции предлагается решить один из вечных земных вопросов — о человеке и человечности». Инар Искендирова в журнале «Мир фантастики» посчитала, что «если бы эту постановку можно было обогатить большей визуальной красотой и изобретательностью, то она бы стала почти идеальной экранизацией: и сохранившей связь с первоисточником, и добавившей к истории что-то своё, индивидуальное (усиление любовной линии, в первую очередь)».